# Prasinocyma allocraspeda
Prasinocyma allocraspeda là một loài bướm đêm trong họ Geometridae.